# Onukiades
Onukiades är ett släkte av insekter. Onukiades ingår i familjen dvärgstritar.
Kladogram enligt Catalogue of Life:
| Onukiades | \| \| Onukiades albicostatus \| \| \| \| \| \| Onukiades formosanus \| \| \| \| \| \| Onukiades longitudinalis \| \| \| \| |
|           | \| \| Onukiades albicostatus \| \| \| \| \| \| Onukiades formosanus \| \| \| \| \| \| Onukiades longitudinalis \| \| \| \| |
|           | Onukiades albicostatus |
|           | |
|           | Onukiades formosanus |
|           | |
|           | Onukiades longitudinalis                                                                                                   |
|           | |